# Maroni (narod)
Maroni, skupni naziv za više etničkih skupina porijeklom od izbjeglih crnačkih robova koje su se formirale na područjima srdnja Srednje, antilske i Južne Amerike. Robovi koji su učestalo bježali od svojih bijelih gospodara često su spas tražili među domorodačkim indijanskim plemenima ili nenastanjenim mjestima gdje su osnivali svoja naselja.
Kulturno se prilično razlikuju, kako zbog samog afričkog porijekla tako i zbog utjecaja indijanskih skupina s kojima su se miješali. U Sjevernoj Americi postojali su Great Dismal Swamp Maroni koji su izbjegli u močvarna područja Great Dismal Swampa, a i danas su se očuvali Gullah iz južnokarolinskog obalnog područja Lowcountrykao i Crni Seminole koji su spas našli kod ratobornih Seminole Indijanaca. 
Najznačajnije maronske populacije živjele su u Srednjoj i Antilskoj Americi. U Panami žive pod imenom Cimarron; u Kostariki kao Miskito Sambu; na Jamajki kao Jamajčanski Maroni koji su se pridružili Taíno Indijancima, a nakon Drugog maronskog rata preseljeni su u Novu Škotsku, i konačno 1800. u Sijera Leone. Na Jamajci poznato je njihovo naselje Accompong. Na Haitima Mawoni i na Kubi također se priključuju Tainima. Njihovih potomaka vjerojatno ima u gradiću Viñales.
Danas su se očuvali poglavito u Južnoameričkim sjevernim državama Surinam, Gvajana, Francuska Gijana i Brazil. Govore više kreolskih jezika i poznati su pod posebvnim nazivima, to su Kwinti, Ndyuka, Aluku, Saramaka, Paramaka i Matawari. na istočnobrazilskoj obali u državi Alagoas očuvali su se Palmare čiji je poznasti vođa iz 17 stoljeća bio Zumbi, čije se brončano poprsje danas nalazi u Braziliji.